# ISO 3166-2:KY
ISO 3166-2:KY — стандарт Международной организации по стандартизации, который определяет геокоды. Является подмножеством стандарта ISO 3166-2, относящимся к Каймановым островам. Стандарт охватывает Каймановы острова, являющиеся заморской территорией Великобритании. Геокод состоит из кода: Alpha2 по стандарту ISO 3166-1 для Каймановых островов — KY. Геокоды Каймановых островов являются подмножеством кодов домена верхнего уровня — KY, присвоенного Каймановым островам в соответствии со стандартами ISO3166-1.

## Геокоды Каймановых островов
| Название       | Alpha2 | Alpha3 | цифровой | Геокод по ISO 3166-2 | Статус               |
| -------------- | ------ | ------ | -------- | -------------------- | -------------------- |
| Острова Кайман | KY     | CYM    | 136      | не присвоен          | заморская территория |

## Геокоды пограничных Каймановым островам государств
- Куба — ISO 3166-2:CU (на севере, на северо-востоке (морская граница)),
- Ямайка — ISO 3166-2:JM (на юго-востоке (морская граница)).